# Peru na Letnich Igrzyskach Olimpijskich 1972
Peru na Letnich Igrzyskach Olimpijskich 1972 w Monachium reprezentowało 20 zawodników: 17 mężczyzn i 3 kobiety. Najmłodszym reprezentantem tego kraju był pływak Alfredo Hunger (17 lat 239 dni), a najstarszym strzelec Juan Jorge Giha (49 lat 309 dni).

## Boks
Mężczyźni
- Carlos Burga – waga półśrednia (17. miejsce)
- Oscar Ludeña – waga ciężka (5. miejsce)

## Kolarstwo
Mężczyźni
- Enrique Allyón – wyścig indywidualny (nie ukończył)
- Gilberto Chocce – wyścig indywidualny (nie ukończył), wyścig drużynowy na czas (30. miejsce)
- Fernando Cuenca – wyścig indywidualny (nie ukończył), wyścig drużynowy na czas (30. miejsce)
- Carlos Espinoza – wyścig indywidualny (nie ukończył), wyścig drużynowy na czas (30. miejsce)
- Bernardo Arias – wyścig drużynowy na czas (30. miejsce)

## Lekkoatletyka
Kobiety
- María Luisa Vilca – bieg na 100 metrów (odpadła w eliminacjach), bieg na 200 metrów (odpadła w ćwierćfinałach)
- Edith Noeding – pięciobój lekkoatletyczny (24. miejsce)

Mężczyźni
- Fernando Acevedo – bieg na 400 metrów (odpadł w eliminacjach)

## Pływanie
Mężczyźni
- Guillermo Pacheco – 400 metrów stylem dowolnym (odpadł w eliminacjach), 1500 metrów stylem dowolnym (odpadł w eliminacjach)
- Alfredo Hunger – 100 metrów stylem klasycznym (odpadł w eliminacjach), 200 metrów stylem klasycznym (odpadł w eliminacjach)
- Juan Carlos Bello – 100 metrów stylem motylkowym (odpadł w półfinałach), 200 metrów stylem zmiennym (7. miejsce)

## Strzelectwo
Kobiety
- Gladys de Seminario-Baldwin – strzelanie z karabinu małego kalibru na 50 m (75. miejsce)

Mężczyźni
- Juan Jorge Giha – trap (49. miejsce)

## Szermierka
Mężczyźni
- Enrique Barza – szabla (odpadł w eliminacjach)

## Zapasy
Mężczyźni
- Javier León – waga do 52 kg w stylu klasycznym i wolnym
- Juan Velarde – waga do 57 kg w stylu klasycznym i wolnym
- Carlos Hurtado – waga do 62 kg w stylu klasycznym i wolnym
- Miguel Zambrano – waga powyżej 100 kg w stylu klasycznym i wolnym